# Roope Talaja
Roope Talaja, född 2 augusti 1988 i Kuopio, är en finländsk professionell ishockeyspelare som spelar för Vasa Sport i FM-ligan. Tajala har beskrivits som en powerforward och en spelare som jobbar hårt, tacklas mycket och inte är rädd att täcka skott.
Som junior spelade Talaja bland annat i Esbo Blues innan han gjorde sin professionella debut i andraligan Mestis med Kiekko-Vanda. Efter att ha gjort sin Liigadebut med HIFK säsongen 2009-10 återvände han till Blues för att spela sin första hela Liigasäsong.
Den 3 maj 2012 skrev Talaja ett tvåårskontrakt med HIFK. Efter en mindre produktiv säsong 2013-14 med endast två mål och sju poäng återvände han till Blues för sin fjärde sejour i Esboklubben. Tvåårskontraktet avslutades dock i förväg på grund av klubbens ekonomiska problem och den 9 december 2015 skrev Talaja på för den finska KHL-klubben Jokerit. Under sin första kompletta KHL-säsong 2016-17 gjorde han sex mål och tio poäng på 49 matcher.
Den 22 oktober 2017 skrev Talaja ett ettårskontrakt med IF Björklöven efter att ha inlett säsongen som kontraktslös. Inför säsongen 2018-19 återvände Talaja till Finland med att skriva på för Vasa Sport.